# Planaeschna suichangensis
Planaeschna suichangensis är en trollsländeart som beskrevs av Zhou och Wei 1980. Planaeschna suichangensis ingår i släktet Planaeschna och familjen mosaiktrollsländor. Inga underarter finns listade i Catalogue of Life.